# Guldbodasjön
Guldbodasjön är en sjö i Haninge kommun i Södermanland och ingår i Tyresån-Trosaåns kustområde. Sjön har en area på 0,104 kvadratkilometer och ligger 7,1 meter över havet.

## Delavrinningsområde
Guldbodasjön ingår i det delavrinningsområde (654404-163407) som SMHI kallar för Rinner till Mysingen. Medelhöjden är 18 meter över havet och ytan är 22,83 kvadratkilometer. Det finns inga avrinningsområden uppströms utan avrinningsområdet är högsta punkten. Avrinningsområdets utflöde mynnar i havet, utan att ha någon enskild mynningsplats.